# 南九万

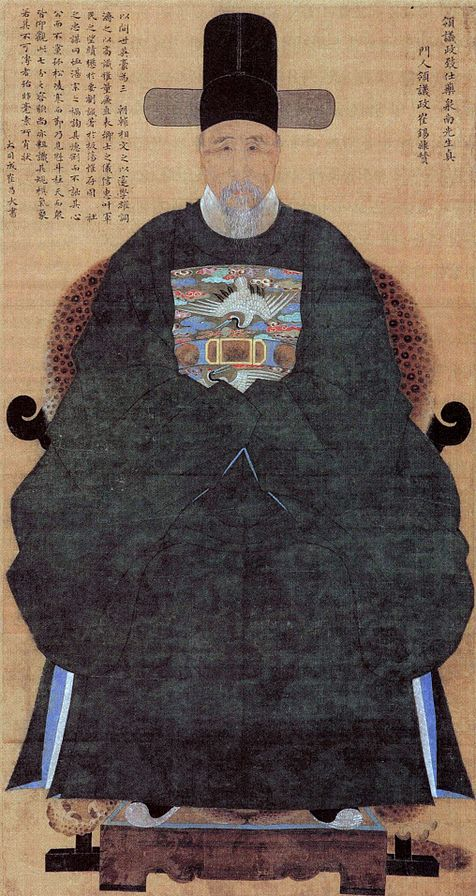
南九万 朝服图

南九万（：／，1629年—1711年），字云路（운로），号药泉（약천）、美斋（미재）；本貫宜寧南氏。朝鲜王朝仁祖至顯宗、肅宗时期的文臣、政治家、时调诗人、歷史學家，也是当时朝政少論派的领袖；位及漢城府左尹、大提学、大司谏及右議政，更於1689年（肃宗15年）官拜領議政。死后追谥文忠。南九萬十代祖是李氏朝鮮的開國功臣南在，其八代祖為南智。他是朝鮮仁祖時期的洪文館修撰吳達濟之妻侄。當代韓國諧星南熙锡為其11代直系子孫。南九萬在1680年被受封位保社原從功臣一等。他与当时的文豪金益熙、李敬輿、宋浚吉交情匪浅。

## 生平
南九万出身于忠清南道洪城郡，后进京赶考，在宋浚吉等人的书斋会学习文学。1656年（朝鲜孝宗七年）南九万及第别试文科。1664年，南九万弹劾明聖王后之叔金佐明（以其以外戚身份而影响朝政为由），后者随后被撤职。

## 著作
- 《药泉集》（약천집）
- 《東史辨證》（동사변증）[7]